# Corringham (Essex)
Corringham è un paese di 8 884 abitanti della contea dell'Essex, in Inghilterra.